# Peter Holásek
Peter Holásek (* 14. Oktober 1953) ist ein Diplomat aus der Slowakei.

## Werdegang
Von 1972 bis 1977 studierte Holásek an der Fakultät für Kunst der Comenius-Universität in Bratislava. Er hat einen Doktor der Philosophie inne.
Ab 1977 arbeitete Holásek im Außenministerium der Tschechoslowakei (ČSSR) in Prag. Von 1988 bis 1992 war er zweiter Sekretär der tschechoslowakischen Botschaft in Indonesien. Nach der Unabhängigkeit der Slowakei am 1. Januar 1993 kehrte Holásek nach Bratislava zurück und wurde Direktor der Abteilung für Information, Analysen und politische Planungen im slowakischen Außenministerium. 1995 übernahm er den Posten des stellvertretenden Direktors des Slowakischen Instituts für Internationale Studien in Bratislava. Noch im selben Jahr wechselte Holásek für vier Jahre als Berater an die slowakische Botschaft in Israel. Nach seiner Rückkehr 1999 war er zunächst stellvertretender Direktor der Abteilung für kulturelle Beziehungen im Außenministerium, dann stellvertretender Direktor der Dritten Territorialabteilung. Im Jahr 2000 folgte erneut das Amt des Direktors der Abteilung für Analysen und politische Planungen.
Im August 2003 trat Holásek, als Nachfolger von Milan Lajčiak, den Posten als slowakischer Botschafter in Indonesien an. Mit Sitz in Jakarta hatte Holásek als Botschafter zusätzliche Akkreditierungen für Brunei, Malaysia, Osttimor, die Philippinen und Singapur. Die Übergabe der Akkreditierung für Singapur an Präsident Sellapan Ramanathan fand am 12. Februar 2004 statt. Holáseks Amtszeit in Jakarta endete im Juni 2009. Ihm folgte als neuer Botschafter Štefan Rozkopál.
2012 leitete Holásek die Abteilung für den Mittleren Osten im Außenministerium und führte auf Botschafterebene Verhandlungen mit dem pakistanischen Botschafter in Wien, Khurshid Anwar.
Holásek ist seit 2015 slowakischer Botschafter in Abuja (Nigeria). Er übergab seine Akkreditierung an Präsident Muhammadu Buhari am 6. Oktober. Wieder ist Holásek für weitere Staaten zweitakkreditiert. So übergab er am 23. November 2017 seine Akkreditierung an Präsident Alassane Ouattara von der Elfenbeinküste. Auch für Ghana ist Holásek zuständig.

## Sonstiges
Holásek ist verheiratet und hat eine Tochter.

## Veröffentlichungen
- The beginnings of Slovak foreign policy, International Issues & Slovak Foreign Policy Affairs, Vol. 21, No. 3–4, TWO DECADES OF SLOVAK FOREIGN POLICY (2012), S. 10–24, Research Center of the Slovak Foreign Policy Association